# Antarctica (bande originale)
Pour les articles homonymes, voir Antarctica.
Albums de Vangelis
Blade Runner
(1982 / 1994) Soil Festivities
(1984)
Antarctica (Music from Koreyoshi Kurahara's Film) est un album du compositeur Vangelis, sorti au Japon en 1983. Il constitue la bande originale du film d'aventure japonais Antarctica de Koreyoshi Kurahara de 1983. Réservé à l'origine au marché japonais, l'album bénéficie enfin d'une diffusion internationale en 1988.

## Liste des titres
Toute la musique est composée par Vangelis.
| 1.    | Theme From Antarctica    | 7:26 |
| 2.    | Antarctica Echoes        | 5:54 |
| 3.    | Kinematic                | 3:44 |
| 4.    | Song of White            | 5:15 |
| 5.    | Life of Antarctica       | 5:56 |
| 6.    | Memory of Antarctica     | 5:26 |
| 7.    | Other Side of Antarctica | 6:50 |
| 8.    | Deliverance              | 4:29 |
| 45:00 |                          |      |